# 霍格斯毛斯岩
54°1′S 37°19′W / 54.017°S 37.317°W
霍格斯毛斯岩（英語：Hogs Mouth Rocks），是南極洲的岩石，位於南喬治亞群島，處於因維瑟布爾島以南的島嶼灣，由英國研究隊命名，由英國海外領土管轄。